# Horst Amann (Bauingenieur)
Horst Amann (* 10. März 1953 in Roßdorf bei Darmstadt) ist ein deutscher Bauingenieur und war von August 2012 bis November 2013 Technikchef am Flughafen Berlin Brandenburg.

## Leben
Amann wuchs in Darmstadt auf, wo er im Alter von 17 Jahren sein Abitur machte. In der Jugend war er sehr sportlich. Er schaffte u. a. den Sprint über 100 Meter in 11,4 Sekunden und wurde im Alter von 15 Jahren Hessenmeister im Basketball. Aufgrund seiner Körpergröße von 1,71 m nach eigenen Angaben, reichte es jedoch nicht für mehr. Er studierte von 1971 bis 1980 Bauingenieurwesen an der dortigen Technischen Universität, und schloss das Studium als Diplomingenieur ab. Amann arbeitete anschließend für die Deutsche Bahn. Er war dort unter anderem ab 1994 als Projektleiter für die Tempo-300-Strecke von Frankfurt nach Köln tätig. Durch seine Arbeit knüpfte er Verbindungen zum Flughafen Frankfurt Main. Die Glaskuppel am Flughafenbahnhof entstand unter seiner Regie. Nach Abschluss des Bahnprojektes wechselte Amann 1997 zur Fraport AG, wo er sich mit der Protestbewegung gegen den Neubau der Landebahn Nordwest auseinandersetzen musste.
Im August 2012 wechselte Amann vom Fraport zum Flughafen Berlin Brandenburg, wo er als leitender Bauingenieur das Milliardenprojekt aus der Krise führen sollte. Nach dem Amtsantritt des neuen Flughafenchefs Hartmut Mehdorn im März 2013 kam es zu Meinungsverschiedenheiten über die Strategien zwischen ihnen, so dass Amann im November des Jahres von dem Projekt abgezogen und mit einer anderen Aufgabe betraut wurde. Er übernahm zum 1. November 2013 die Führung der Flughafen Energie und Wasser GmbH (FEW). Diese betreibt die Strom- und Wasser- und Klimanetze der Hauptstadtflughäfen Tegel und Schönefeld sowie des neuen Berliner Flughafens. Nach Pressemeldungen wurde er 2014 von allen Aufgaben freigestellt, bei Fortzahlung seines Gehaltes in Höhe von rd. 300.000 €/Jahr.
Im Mai 2017 hat die Gesellschafterversammlung der RTW GmbH einstimmig beschlossen, Amann zum neuen Geschäftsführer zu bestellen.
Amann ist verheiratet und Vater von vier Kindern.

## Schriften
- Schienenschnellverkehr als realer Beitrag zum Umweltschutz. In: Bundesbahn. 63. Ausgabe 10 1987, S. 871–875. OCLC 882697030
- Lothar Siegfried Schote (Hrsg.): Die Bahn. Was sie ist u. wie sie funktioniert. V. Decker u. Müller, Heidelberg 1988, ISBN 3-8226-2087-4.
- Ausbau Flughafen Frankfurt. Ausbauprogramm der Superlative – Fit for Future. In: Beiträge des 19. Kolloquiums Luftverkehr und der 16. August Euler-Preisverleihung (= Kolloquium Luftverkehr an der Technischen Universität Darmstadt Band 19.) Darmstadt 2012, ISBN 978-3-931385-21-7, S. 65. (de.readkong.com).
- Stephan Schmidt, Frank Zierath, Horst Amann, Holger Meyer: Die Rollbrücken der neuen LandebahnNordwest am Flughafen Frankfurt/Main. In: Beton- und Stahlbetonbau, 2012, Heft 3, S. 164–174 (dr-ing-binnewies.de PDF; 2,8 MB).